# 邓道济
邓道济（1926年—1991年10月9日），男，湖北大悟人，中国医院药学专家，曾任同济医科大学附属协和医院主任药师，中国药学会理事，《中国医院药学杂志》主编。